# ペーローズ3世
ペーローズ3世 (パフラヴィー語: 𐭯𐭩𐭫𐭥𐭰, ペルシア語: پیروز "勝利者"; 卑路斯) は、サーサーン朝ペルシア帝国最後の王ヤズデギルド3世の息子。ヤズデギルド3世が651年にメルヴで暗殺され帝国が事実上滅亡した後、ペーローズ3世は中国の唐王朝のもとに逃れて庇護を受け、唐のイラン方面の将軍、長官としてサーサーン朝の亡命宮廷を組織した。
ペーローズ3世について知られている事項の大半は、中国側の記録である旧唐書および新唐書に基づいている。

## 生涯
ペーローズは636年に誕生した。この時すでにムスリムが正統カリフのもとでペルシア侵略を開始しており、サーサーン朝は同年のカーディシーヤの戦いで大敗、翌年には首都クテシフォンを失った。その後も続いたイスラーム教徒のペルシア征服のなかで、ペーローズら多くのサーサーン朝皇族はパミール高原に逃れ、そこから唐に入って支援を受けた。この頃の唐は高宗の時代である。
旧唐書によれば661年、ペーローズはアラブ人に対抗するための軍事支援を唐に求めた。これを受けて、唐政府は現在のアフガニスタンのザランジ付近に波斯（ペルシア）都督府を設置し、彼以外のサーサーン朝の難民が唐領内に住むことも認めた。670年から674年の間に、ペーローズは唐の首都である長安を訪れ、右武衛将軍に任じられた。
678年、吏部侍郎の裴行倹はペーローズを送還する任を受け、西突厥を征討し、碎葉鎮（スイアブ）まで征服した。ペーローズは吐火羅（トハリスタン、バクトリア）まで至ったが、ここで数千人のペルシア人と共に20年以上とどまらざるを得なくなった。
708年、ペーローズは再び長安に赴き、左威衛将軍に任じられた。
なお同じく旧唐書にある裴行倹の列伝によれば、彼はペルシア情勢についての報告の中で、ペーローズは678年以前に死去している、と述べている。ここでは、裴行倹に随行したのはペーローズの息子ナルシエフであるとされている。
一方で、唐の高宗（683年死去）の葬儀に参列した外国人をかたどった石像「六十一蕃臣像」は、乾陵に現存の像は首が破壊されているが、石像のモデルの一人に「右驍衛大将軍兼波斯都督波斯王卑路斯」がいたとされている。すなわち、少なくとも683年時点では、ペーローズは健在だったことになる。

## 死
新唐書によると、ペーローズは右武衛将軍に任じられた後に死去している。裴行倹がスイアブまで征したのは旧唐書と同じだが、その遠征の年は679年とされており、彼に随行して吐火羅で20年以上を過ごし、左威衛将軍を賜ったのはナルシエフであると記されている。